# Bridgeton (Nueva Jersey)
Bridgeton es una ciudad ubicada en el condado de Cumberland en el estado estadounidense de Nueva Jersey. En el año 2010 tenía una población de 25.349 habitantes y una densidad poblacional de 1.517,9 personas por km².

## Geografía
Bridgeton se encuentra ubicado en las coordenadas 39°25′39″N 75°13′40″O / 39.42750, -75.22778.

## Demografía
Según la Oficina del Censo en 2000 los ingresos medios por hogar en la localidad eran de $26,923 y los ingresos medios por familia eran $30,502. Los hombres tenían unos ingresos medios de $28,858 frente a los $22,722 para las mujeres. La renta per cápita para la localidad era de $10,917. Alrededor del 26.6% de la población estaba por debajo del umbral de pobreza.